# 阿都拉欣
阿都拉欣（阿拉伯语：‎；罗马化为“Abdul Rahim”或“Abdur Rahim”）是一个男性穆斯林名称，由阿拉伯语单词阿都（al-）和 拉欣组成。这个名称带有“仁慈的仆人”之意，而Ar-Rahim也是真主的九十九個尊名之一，同时是和神有关系的穆斯林名称。可以指以下人物：

## 男性
- 阿卜杜勒·拉希姆·哈蒂夫（1926年出生）阿富汗政治人物
- 阿卜杜勒·凯卜（1950年出生）利比亚电子工程师和政治人物
- 谢里夫·阿布杜-拉希姆（1976年出生），美国篮球选手
- 旺阿都拉欣，马来西亚政治人物
- 阿都拉欣巴克里，马来西亚政治人物
- 阿都拉欣依斯迈，马来西亚沙巴班戴马尼士州议员，1999年－2018年在任

## 女性
- 莫尼·阿卜杜勒拉希姆（1985年出生） ，阿尔及利亚排球选手